# Marek Sikorski (chemik)
Marek Sikorski (ur. 26 lutego 1961 w Miastku) – polski chemik, prof. dr hab. nauk chemicznych, profesor zwyczajny Pracowni Fotochemii Stosowanej Wydziału Chemii Uniwersytetu im. Adama Mickiewicza w Poznaniu.

## Życiorys
W 1985 uzyskał tytuł magistra. 27 września 1994 obronił pracę doktorską pt. Kinetyka wygaszania fluorescencji częściowo kontrolowanego przez dyfuzję w roztworach, a 24 listopada 2003 uzyskał stopień doktora habilitowanego na podstawie rozprawy zatytułowanej Determination of Spectroscopic and Photophysical Properties of Some Substances in Turbid or Other Non-transmissive Media. W latach 1998–1999 stypendysta Programu Fulbrighta na University of Notre Dame. 21 grudnia 2012 nadano mu tytuł naukowy profesora nauk chemicznych.
Pełni funkcję profesora zwyczajnego w Pracowni Fotochemii Stosowanej na Wydziale Chemii Uniwersytetu im. Adama Mickiewicza w Poznaniu.

## Życie prywatne
Jego żoną jest Ewa Maria Antkowiak, z którą ma syna Tomasza.

## Wybrane publikacje
- Ewa Sikorska i inni, Fluorescence spectroscopy in monitoring of extra virgin olive oil during storage, „International Journal of Food Science & Technology”, 43 (1), 2008, s. 52–61, DOI: 10.1111/j.1365-2621.2006.01384.x (ang.).
- Ewa Sikorska i inni, Simultaneous analysis of riboflavin and aromatic amino acids in beer using fluorescence and multivariate calibration methods, „Analytica Chimica Acta”, 613 (2), 2008, s. 207–217, DOI: 10.1016/j.aca.2008.02.063 (ang.).
- Ewa Sikorska, Igor Khmelinskii, Marek Sikorski, Analysis of Olive Oils by Fluorescence Spectroscopy: Methods and Applications, [w:] Boskou Dimitrios (red.), Olive oil. Constituents, quality, health properties and bioconversions, Rijeka: IntechOpen, 2012, s. 63-88, DOI: 10.5772/30676, ISBN 978-953-307-921-9, OCLC 908273259.
- Jitka Dad'ová i inni, Photooxidation of Sulfides to Sulfoxides Mediated by Tetra-O-Acetylriboflavin and Visible Light, „ChemCatChem”, 4 (5), 2012, s. 620–623, DOI: 10.1002/cctc.201100372 (ang.).
- Tomáš Neveselý i inni, Efficient Metal-Free Aerobic Photooxidation of Sulfides to Sulfoxides Mediated by a Vitamin B 2 Derivative and Visible Light, „Advanced Synthesis & Catalysis”, 358 (10), 2016, s. 1654–1663, DOI: 10.1002/adsc.201501123 (ang.).